# Gaubertin
Gaubertin és un municipi francès, situat al departament del Loiret i a la regió de Centre. L'any 2007 tenia 263 habitants.

## Demografia

### Població
El 2007 la població de fet de Gaubertin era de 263 persones. Hi havia 96 famílies, de les quals 20 eren unipersonals (8 homes vivint sols i 12 dones vivint soles), 32 parelles sense fills, 40 parelles amb fills i 4 famílies monoparentals amb fills.
La població ha evolucionat segons el següent gràfic:
Habitants censats

### Habitatges
El 2007 hi havia 138 habitatges, 101 eren l'habitatge principal de la família, 31 eren segones residències i 6 estaven desocupats. Tots els 136 habitatges eren cases. Dels 101 habitatges principals, 87 estaven ocupats pels seus propietaris, 13 estaven llogats i ocupats pels llogaters i 1 estava cedit a títol gratuït; 1 tenia una cambra, 2 en tenien dues, 14 en tenien tres, 31 en tenien quatre i 53 en tenien cinc o més. 77 habitatges disposaven pel capbaix d'una plaça de pàrquing. A 38 habitatges hi havia un automòbil i a 56 n'hi havia dos o més.

### Piràmide de població
La piràmide de població per edats i sexe el 2009 era:
| Homes | Edats   | Dones |
| ----- | ------- | ----- |
| 0     | 95 o +  | 0     |
| 0     | 90 a 94 | 0     |
| 4     | 85 a 89 | 0     |
| 4     | 80 a 84 | 4     |
| 8     | 75 a 79 | 12    |
| 4     | 70 a 74 | 4     |
| 8     | 65 a 69 | 4     |
| 4     | 60 a 64 | 0     |
| 0     | 55 a 59 | 4     |
| 0     | 50 a 54 | 0     |
| 4     | 45 a 49 | 0     |
| 12    | 40 a 44 | 16    |
| 12    | 35 a 39 | 8     |
| 8     | 30 a 34 | 12    |
| 0     | 25 a 29 | 0     |
| 4     | 20 a 24 | 0     |
| 12    | 15 a 19 | 0     |
| 8     | 10 a 14 | 20    |
| 4     | 5 a 9   | 12    |
| 12    | 0 a 4   | 0     |

## Economia
El 2007 la població en edat de treballar era de 161 persones, 136 eren actives i 25 eren inactives. De les 136 persones actives 124 estaven ocupades (71 homes i 53 dones) i 12 estaven aturades (3 homes i 9 dones). De les 25 persones inactives 8 estaven jubilades, 10 estaven estudiant i 7 estaven classificades com a «altres inactius».

### Ingressos
El 2009 a Gaubertin hi havia 100 unitats fiscals que integraven 265 persones, la mediana anual d'ingressos fiscals per persona era de 18.996 €.

### Activitats econòmiques
Dels 2 establiments que hi havia el 2007, 1 era d'una empresa de fabricació d'altres productes industrials i 1 d'una empresa de construcció.
L'únic servei als particulars que hi havia el 2009 era un electricista.
L'any 2000 a Gaubertin hi havia 13 explotacions agrícoles.

## Poblacions més properes
El següent diagrama mostra les poblacions més properes.